# Schönbrunner (Familie)

Der «schöne Brunnen» im roten Schild, Wappen von Heinrich Schönbrunner im Kloster Wettingen

Die Familie Schönbrunner war eine aus dem Weiler Schönbrunn in Menzingen stammende Familie, die sich im 15. Jahrhundert in der Stadt Zug niederliess und dort mehrere Ratsherren und zwei Chronisten stellte.

## Personen
In den Jahren 1404 und 1405 wurde ein Werner von Schönbrunn in Zug als Zeuge genannt. Die Familie erlangte in der Zeit vom späten 15. bis in die Mitte des 16. Jahrhunderts «eine gewisse Bedeutung». Uli und Jakob Schönbrunner leiteten die städtische Sust.
Johannes Schönbrunner (✝︎ 1531) wurde um 1459 geboren und erwarb den Grad eines Magisters. Er zog als Feldprediger nach Italien und wurde 1497 Stadtpfarrer in Zug, wo er die Stadtkirche St. Oswald erweitern liess. Er wurde 1514 Chorherr in Zürich. Seit 1521 wieder in Zug, trat er mit seinem Bruder Heinrich (✝︎ 1528) entschieden gegen die Reformation ein. Dieser sass seit 1500 im Stadtrat und war oftmals Gesandter des Standes Zug.
Heinrichs des «Alten» Söhne Oswald und Heinrich Schönbrunner (✝︎ 1537) kämpften beide als Hauptleute in Italien. Oswald starb 1525 kurz vor der Schlacht bei Pavia. Heinrich wurde Ratsherr und zeitweise Landvogt in Baden. Sein Neffe Georg Schönbrunner (✝︎ 1568) war ebenfalls Hauptmann und Ratsherr sowie Landvogt in Locarno. Er führte die Chronik seines Onkels weiter und war auch Erbe des Schlosses St. Andreas.

## Belege
1. 1 2 3 4  Renato Morosoli: Schönbrunner. In: Historisches Lexikon der Schweiz.  22. Juni 2010.
2. ↑  Rudolf Hess: Heinrich Schönbrunner 1498–1537. In: Die zugerischen Geschichtsschreiber des 16. Jahrhunderts. Kalt-Zehnder, Zug 1951. S. 72–77.